# Gemmula concinna
Gemmula concinna is een slakkensoort uit de familie van de Turridae. De wetenschappelijke naam van de soort is voor het eerst geldig gepubliceerd in 1871 door Dunker.